# Epidendrum stellidifforme
Epidendrum stellidifforme är en orkidéart som beskrevs av Eric Hágsater och Dodson. Epidendrum stellidifforme ingår i släktet Epidendrum och familjen orkidéer. Inga underarter finns listade i Catalogue of Life.